# 村上哲見
村上 哲見（むらかみ てつみ、1930年7月18日 - 2022年3月12日）は、古典中国文学者。文学博士（京都大学・論文博士・1974年）。東北大学名誉教授。専攻は唐代から宋代にかけての詩人たちの研究。

## 人物
中国・大連生まれ。愛媛県松山市出身。1953年京都大学文学部中国文学科卒業。
京都学芸大学講師、助教授、東北大学教養部助教授、教授、1975年奈良女子大学文学部教授、85年東北大学文学部教授、1994年定年退官、名誉教授、奥羽大学教授、1999年近畿福祉大学教授、2007年退職。
1972年日本中国学会賞、1974年「北宋詞研究」で京都大学より文学博士の学位を取得。2009年「宋詞に関する研究」により日本学士院賞恩賜賞受賞。2010年瑞宝中綬章受章。

### 刊行資料
- 『中國文人の思考と表現　村上哲見先生古稀記念論文集』、同刊行委員會編、汲古書院、2000年、年譜ほか詳しく紹介
- 『座談会「先学を語る」――村上哲見先生』-『東方學　146号』東方学会、2023年7月

三浦國雄、川合康三、松尾肇子、萩原正樹、浅見洋二、興膳宏

## 著書（単訳）
- 『李煜　中国詩人選集16』（岩波書店、1959、新版1990ほか）
- 『三体詩　中国古典選』（朝日新聞社 全2巻、1966-67／朝日文庫 全4巻、1978）
- 『宋詞　中国詩文選21』（筑摩書房、1973）
  - 改訂版『宋詞の世界　中国近世の抒情歌曲』（大修館書店〈あじあブックス〉、2002）
- 『宋詞研究－唐五代北宋篇』（創文社〈東洋学叢書〉、1976、復刊1986ほか）※
- 『科挙の話　試験制度と文人官僚』（講談社現代新書、1980／講談社学術文庫、2000）
- 『陸游－円熟詩人　中国の詩人12』（集英社、1983）
- 『中国の名句・名言』（講談社現代新書、1986）
- 『蘇州・杭州物語　天に天堂、地に蘇杭　中国の都城4』（集英社、1987）
- 『漢詩の名句・名吟』（講談社現代新書、1990／講談社学術文庫、2022）、電子書籍も刊
- 『中国文人論』（汲古書院〈汲古選書〉、1994）
- 『漢詩と日本人』（講談社選書メチエ、1994）
- 『唐詩』（講談社学術文庫、1998）
- 『宋詞研究－南宋篇』（創文社〈東洋学叢書〉、2006）※
- 『中国文学と日本 十二講』（創文社〈中国学芸叢書〉、2013）※

※は講談社「創文社オンデマンド叢書」で再刊（電子書籍のみ）
- 『和漢韻文文学の諸相』（浅見洋二・松尾肇子 編、勉誠社、2025）

### 編著・共著
- 『世界文学大系7B　中国古典詩集Ⅱ　唐詩・宋詩・宋詞』（吉川幸次郎編、筑摩書房、1963）- 宋詞を担当
  - 『筑摩世界文学大系8　唐宋詩集』（筑摩書房、1975）
- 『蘇軾・陸游　鑑賞中国の古典21』（浅見洋二共編著、角川書店、1989）、前者を担当
- 『四字熟語の泉』（島森哲男共編、講談社、2002） 
  - 『四字熟語の教え』（講談社学術文庫、2019）、電子書籍も刊